# Marius Dewilde
Marius Dewilde (1921 – 1996) là công nhân đường sắt người Pháp đã tuyên bố công khai trước báo chí mình chính là nhân chứng trực tiếp đối mặt với hai sinh vật ngoài hành tinh vào năm 1954.

## Gặp gỡ người ngoài hành tinh
Marius Dewilde là một công nhân đường sắt, 34 tuổi, sống trong một ngôi nhà là khu vực giao nhau của các tuyến đường ray vào khu mỏ than gần nhà ga ở Quarouble, Nord, nước Pháp. Theo lời Dewilde, vào đêm ngày 10 tháng 9 năm 1954, vào lúc 22 giờ 30 phút, anh quyết định ở lại một mình trong phòng đọc sách sau khi vợ và con trai đã đi sang phòng ngủ. Bất ngờ, chú chó đang nằm ngủ dưới chân anh ta bỗng chồm lên sủa những tiếng lạ lùng. Dewilde ban đầu phớt lờ con chó, nhưng sau đó nghĩ rằng có ai đó mò đến chuồng gà nhà mình, liền cầm đèn pin và đi ra ngoài sân. Cách nhà khoảng 10 m, anh ta thấy có một vật sẫm màu nằm trên đường ray. Dewilde cho rằng đấy là chiếc xe ba gác chở cỏ khô mà người nông dân nào đó bỏ lại vì đường quá xấu không thể kéo đi được.
Lúc đó ở bên phải nghe thấy tiếng bước chân, chú chó lại lên tiếng sủa. Sau khi chiếu đèn pin về phía tiếng động, Dewilde thấy có hai người bé con cao "khoảng 80 cm đến 1 mét…." đang đi đằng sau bờ rào, theo hướng đến vật nằm trên đường ray. Họ đội mũ như mũ thợ lặn, trong bộ áo liền quần như nhà du hành vũ trụ. Khi ánh sáng hướng vào đầu họ, nó bị phản chiếu như thể mũ của họ làm bằng gương hay thứ gì đó. Với ý định phải tóm bằng được ít nhất là một trong số ấy, Dewilde lao bổ qua chiếc cửa ngách ở hàng giậu nhà mình. Khi còn cách sinh vật lạ lùng kia khoảng 2 m thì từ vật sẫm màu chiếu ra tia sáng i-ôt chói lọi làm lóa mắt anh ta. Dewilde muốn kêu lên mà không kêu được. Cơ thể bị tê liệt cho đến khi ánh sáng kia tắt hẳn. Những sinh vật này vội vàng leo lên vật thể này, nó nhuốm dần thành mầu đỏ, cất cánh và sau 1 phút thì mất hút. Trên những thanh tà vẹt gỗ phát hiện thấy 5 vết lõm, mà chỉ có thể do vật nặng khoảng 30 tấn đè lên thì mới như vậy. Những viên đá ở xung quanh chỗ hạ cánh trở nên ròn tan. Điều ấy chứng tỏ nó bị nung nóng ghê gớm.
Khi Dewilde phục hồi được cử động, anh đã cố gắng chạy về nhà kể lại mọi chuyện cho vợ mình và sau đó là người hàng xóm của anh về những gì anh vừa thấy, nhưng không ai trong số họ chứng kiến và cũng không nghe thấy gì cả. Sau đó, anh liền gọi điện cho cảnh sát địa phương, đề nghị gửi một số sĩ quan cảnh sát đến nhà mình điều tra vụ việc. Dewilde không thể tiếp cận địa điểm mà tất cả mọi thứ đã xảy ra, bởi vì nó làm anh ta muốn đổ bệnh, khiến cho các sĩ quan tin chắc rằng câu chuyện của Dewilde không phải là một trò lừa bịp. Ngoài ra, các vật thể được nạp năng lượng bằng pin, như đèn pin và điện thoại của Dewilde, đã ngừng hoạt động. Trước khi mặt trời mọc, các nhà điều tra từ khắp nơi đã đổ dồn về nơi đây.

## Kết quả điều tra ban đầu

Tờ Evening Star, 19 tháng 10 năm 1954, thông báo về vụ bắt gặp sinh vật lạ của Marius Dewilde, và những sự cố nhỏ khác đã xảy ra vào những ngày tiếp theo.

Thành phần của những người tiến hành điều tra vụ việc này gồm có hiến binh, cảnh sát, lực lượng không quân, điều hành an toàn lãnh thổ và nhiều chuyên gia khác nữa. Khi mọi người đang dò xét vấn đề này, một con tàu tiến đến gần tạo ra một tiếng động rất lớn khi đi ngang qua, khiến nó dừng lại. Một vết lõm sáu mét đã được tìm thấy ở vị trí chính xác nơi vật thể hạ cánh, và ngay lập tức được cho là nguyên nhân của tiếng ồn. Nhờ ánh sáng ban ngày, nhóm điều tra phát hiện ra nhiều chi tiết mới mẻ: những tảng đá nhỏ nằm dưới đường ray xe lửa đều bị cacbon hóa trên vết lõm. Tà vẹt giữa các đường thép cũng có vài điểm đối xứng.
Ngày 16 tháng 9 năm 1954, hàng tít trên báo Nord éclair đăng tin: "Đĩa bay?", "Không có gì là bất hợp lý trong lời tuyên bố của nhân viên bảo vệ đường sắt ở Quarouble… Rồi cảnh sát và không quân coi toàn bộ chuyện này là nghiêm túc". Trường hợp này đã trở nên nổi tiếng là nhờ vào bản tin của tờ tạp chí địa phương RADAR. Tuy nhiên, sự kiện ấy đối với Dewilde vẫn chưa kết thúc. Ngày 10 tháng 10 năm ấy, vào khoảng gần trưa, đứa con trai của anh ta chạy vào nhà, kêu lên rằng trên các đường ray có cỗ máy đang đứng. Dewilde ra khỏi nhà. Cách đó chừng 50m thấy có một vật thể hình tròn dẹt, cạnh đó là những sinh vật nhỏ bé giống như những người cách đây một tháng anh đã gặp đang đi đi lại lại. Một trong số người đó đi lại phía Dewilde bấy giờ đang quỳ gối cạnh đứa con trai sợ hãi. Đầu người ấy đội chiếc mũ trong suốt, qua đó Dewilde thấy được khuôn mặt cười cười kiểu châu Á. Vị khách chạm vào vai Dewilde một cách thân thiện, nhìn cậu con trai và hướng về phía đàn gà đang đi quanh nhà. Chủ nhà ngạc nhiên vì chẳng thấy đàn gà tháo chạy. Sau khi tóm một ả gà mái, con người đội mũ kia quay trở về cỗ máy bí hiểm, nhấc khỏi thảm cỏ và bay mất. Ở đúng vào chỗ cỗ máy hạ cánh, lại tìm thấy những dấu vết giông như khi UFO hạ cánh vào ngày 10 tháng 9 để lại.
Sau vụ việc, có những biến cố khác nữa: Dewilde bị các vấn đề về hô hấp, và con chó của anh đã chết ba ngày sau cuộc gặp gỡ kỳ bí. Ba con bò trong các trang trại gần đó được tìm thấy đã chết, và việc khám nghiệm tử thi tiết lộ rằng máu của chúng bị rút hết sạch và không thể giải thích rõ được nguyên nhân tử vong. Ngoài ra, một số cư dân địa phương đã tuyên bố chính mắt mình nhìn thấy các vật thể và sinh vật tương tự như những gì mà Dewilde vừa chứng kiến gần đây.